# Walckenaerianus
Walckenaerianus és un gènere d'aranyes araneomorfes de la subfamília dels Erigonins, dins de la família Linyphiidae. Es poden trobar a la zona paleàrtica.
Fou descrit per primera vegada per J. Wunderlich l'any 1995.

## Llista d'espècies
Segons The World Spider Catalog 12.0:
- Walckenaerianus aimakensis Wunderlich, 1995 – Rússia, Mongòlia (Espècie tipus)
- Walckenaerianus esyunini Tanasevitch, 2004 – Bulgària, Rússia, Kazakhstan